# Laura Jensen
Laura Cecilie Jensen (født 2. maj 1999) er en dansk håndboldspiller, som spiller for den svenske klub IK Sävehof.